# Profundale placode

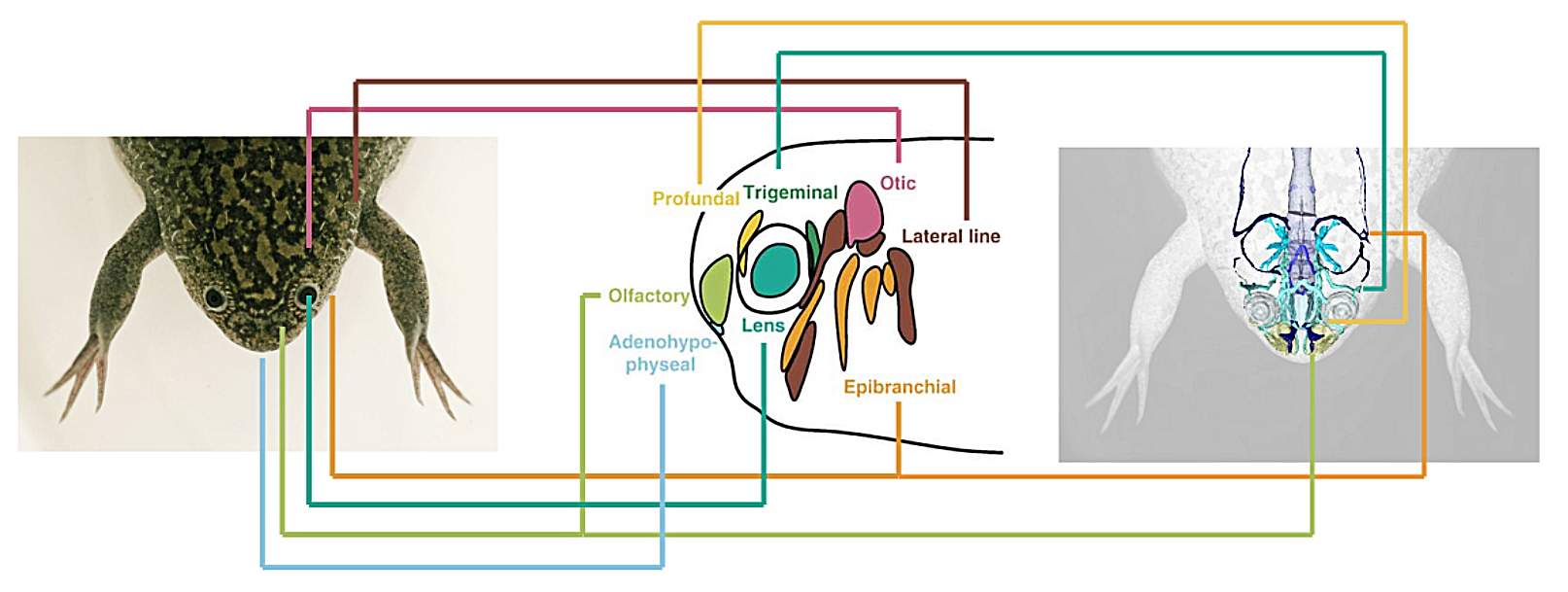
Placoden van de klauwkikker

De profundale placode bij vissen en amfibieën (anamniota) is een verdikt deel van het externe of oppervlakte ectoderm tijdens de embryonale ontwikkeling, die  aanleiding geeft tot de vorming van de nervus opticus, de hersenzenuw II. Bij klauwkikkers blijft deze gedeeltelijk ongefuseerd.

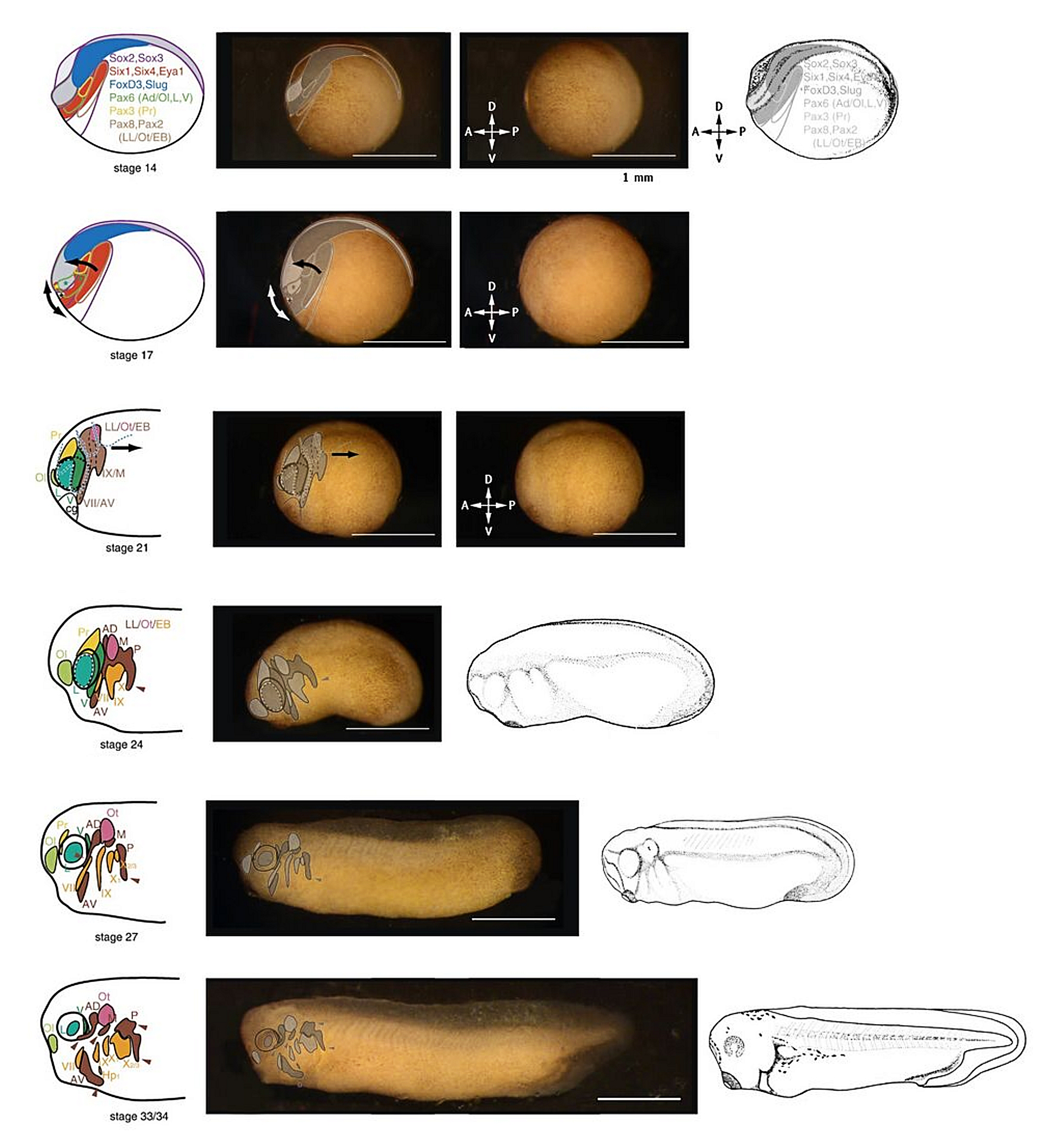
Ectodermale placodale gebieden bij de klauwkikker van neurula-stadium (NF-stadium 14) tot staartknop-stadium (NF-stadium 3334) NF: Nieuwkoop en Faber-stadia. Pr: Profundale placode.